# 福利達斯嶺
82°29′S 51°16′W / 82.483°S 51.267°W
福利達斯嶺（英語：Forlidas Ridge）是南極洲的山嶺，位於伊莉莎白女王地，屬於彭薩科拉山脈中杜費克山的一部分，美國地質調查局根據測量和該國海軍的空中照片繪入地圖，現時由南極條約體系管理。